# Achille Tasiaux
Achille Tasiaux (4 maart 1997) is een Belgisch basketballer.

## Carrière
Tasiaux speelde in de jeugd van BC Speedy Mont-Saint-Guibert en maakte ook zijn debuut voor de club bij de eerste ploeg. In 2017 maakte hij omwille van zijn studies de overstap naar de tweede ploeg van Union Mons-Hainaut. Hij speelde vijf jaar voor de tweede ploeg en maakte in het seizoen 2021/22 zijn debuut in de BNXT League in een wedstrijd tegen de Leuven Bears in december 2021. 
Hij verliet Bergen aan het einde van dat seizoen en keerde terug naar BC Speedy Mont-Saint-Guibert.